# Ufficio dei defunti
L'Ufficio dei defunti (in latino: Officium Defunctorum) è, nella Chiesa cattolica di rito latino, la sezione della Liturgia delle ore contenente le preghiere da usare nelle ricorrenze riguardanti i defunti.
Nell'uso attuale questo ufficio viene recitato il 2 novembre, giorno della Commemorazione di tutti i defunti, quando non ricorre in domenica, a parte la seconda lettura dell’ufficio delle letture, che è propria della Commemorazione di tutti i defunti. Lo si può recitare anche ogni qual volta si ritenga appropriato (veglie per un defunto, esequie senza messa, per esempio), “eccetto che nelle solennità, nelle domeniche di Avvento, Quaresima e Pasqua, nel Mercoledì delle Ceneri, nella Settimana santa, durante l'ottava di Pasqua” a norma dei numeri 245 e 252 dei Principi e Norme per la Liturgia delle Ore.

## Rito romano antico

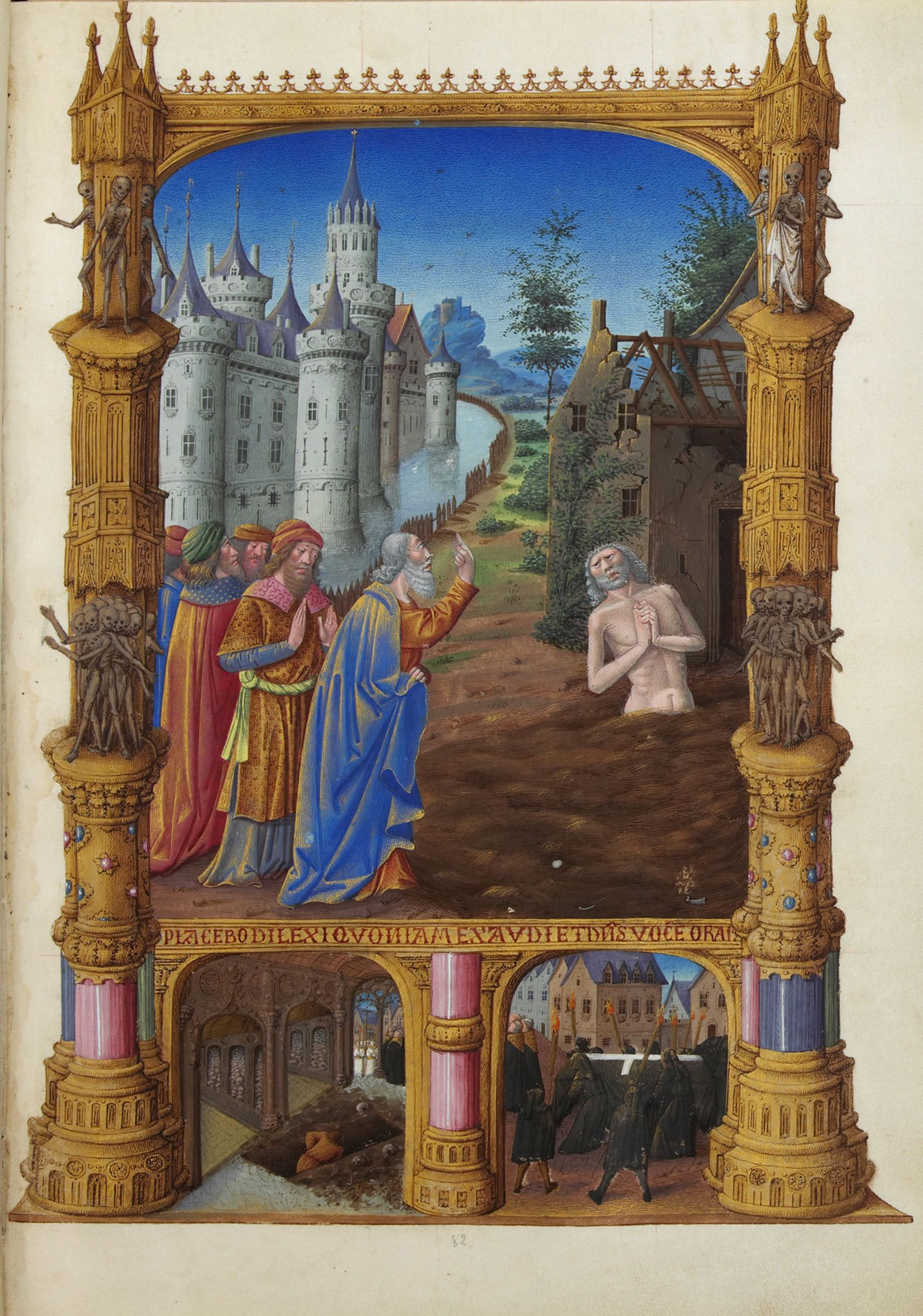
Miniatura dalle Très Riches Heures: Giobbe deriso dagli amici, sotto si leggono Placebo prima parola dell'antifona e l'inizio del Salmo 116 (114).

Nel rito romano antico l'Ufficio comprende Vespri, Mattutino e Lodi.
I Vespri incominciano con l'antifona al Salmo 116 (secondo la numerazione della Vulgata: 114) verso 9: Placebo Domino in regione vivorum,. Da cui deriva l'uso di chiamare l'Ufficio dei defunti Placebo. Seguono i Salmi 116,1–9 (114,1–9) Dilexi quoniam exaudiet Dominus, 120 (119), 121 (120), 130 (129) e 138 (137), ognuno con la sua antifona, il Magnificat e le Preces. Anticamente nei giorni in cui si recitava il Mattutino di tre lezioni si aggiungeva il Salmo 146 (145).
Il Mattutino ha inizio con l'invitatorio Regem cui omnia vivunt, venite adoremus, e nella forma completa (Ufficio di nove lezioni) comprende tre Notturni, ciascuno composto da tre salmi, tre lezioni con i relativi responsori. L'ufficio di nove lezioni si recita nel giorno della Commemorazione dei fedeli defunti (2 novembre) e alle esequie. Nel giorno anniversario si recita invece l'Ufficio di tre lezioni, che prevede un solo Notturno: il primo si recita il lunedì e il giovedì, il secondo il martedì e il venerdì, il terzo il mercoledì e il sabato.
Invitatorio: Regem cui omnia vivunt
Salmo 95 (94)
I Notturno
Salmo 5
Salmo 6
Salmo 7
I Lezione: Parce mihi Domine (Giobbe, 7)
Responsorio: Credo quod redemptor
II Lezione: Taedet animam vitae meae (Giobbe, 10)
Responsorio: Qui Lazarum resuscitasti
III Lezione: Manus tuae fecerunt (Giobbe, 10)
Responsorio: Domine quando veneris
II Notturno
Salmo 23 (22)
Salmo 25 (24)
Salmo 27 (26)
IV Lezione: Responde mihi (Giobbe, 14)
Responsorio: Memento mei Domine
V Lezione: Homo natus de muliere (Giobbe, 14)
Responsorio: Hei mihi Domine
VI Lezione: Quis mihi hoc tribuat (Giobbe, 14)
Responsorio: Ne recorderis peccata mea
III Notturno
Salmo 40 (39)
Salmo 41 (40)
Salmo 42 (41)
VII Lezione: Spiritus meus attenuabitur (Giobbe, 14)
Responsorio: Peccantem me quotidie
VIII Lezione: Pelli meae consumptis carnibus (Giobbe, 19)
Responsorio: Domine secundum actum meum
IX Lezione: Quare de vulva eduxisti (Giobbe, 10)
Responsorio: Libera me Domine
Alle Lodi secondo il Breviarium Romanum del 1961 si recitano i Salmi 51 (50), 65 (64), 63 (62), il Cantico di Ezechia (Isaia 38,10-20), il Salmo 150, il Benedictus e le Preces. Ma più anticamente si recitavano i Salmi 51 (50), 65 (64), 63 (62), 67 (66) (questi due considerati un unico salmo), il Cantico di Ezechia (Isaia 38,10-20), i Salmi 148. 149, 150 (questi tre considerati un unico salmo), il Benedictus, il 130 (129) e le Preces. Ogni salmo era preceduto e seguito dalla sua antifona. Il Salmo 130 (129) si tralasciava nei giorni in cui si recitava il Mattutino di nove lezioni.
Il fatto che manchi il versetto introduttivo Deus in adiutorium, e che il Gloria Patri alla fine dei salmi sia sostituito dal versetto Requiem aeternam dona eis Domine/Et lux perpetua luceat eis, indica una grande antichità. I salmi non sono scelti secondo il loro ordine nel Salterio come nel Breviario romano, ma per argomento. Alcuni si trovano già nella liturgia funebre del IV e V secolo.
Anche le letture del libro di Giobbe sono selezionate per aspetti tematici.

### Indulgenza
Con bolla Supremi omnipotentis Dei dell'11 marzo 1572, papa San Pio V concesse l'indulgenza di 50 giorni per chi recita i salmi penitenziali.

## Musica
L'Ufficio dei defunti è stato spesso musicato. Una delle prime composizioni polifoniche è quella di Cristóbal de Morales (1526/28); fra le composizioni più note si contano quelle Tomás Luis de Victoria in occasione della morte di Maria di Spagna. Jan Dismas Zelenka compose un Ufficio dei defunti (ZWV 47) nel 1733 in occasione della morte di Augusto II di Polonia.